# 张千帆
张千帆（1964年1月—），上海人，中華人民共和國法學學者、作家。現任北京大学法学院教授、中国法学会宪法学会理事。

## 生平
1964年，张千帆出生在上海，童年在外婆家度过，读中学前回到南京與父母團聚。
1980年，张千帆考上南京大学物理系，1984年毕业后赴美国留学。1989年（25岁）获得卡内基·梅隆大学物理学博士學位。後曾從事物理學博士後研究工作。
1992年，张千帆入读马里兰大学法学院，转攻社会科学。但由於財政問題無法支付法學院第二、三年學費，張千帆最終一邊擔任學校電腦中心諮詢工作一邊在法學院旁聽。1995年，张千帆入读德克萨斯大学奥斯汀分校，1999年（35岁）获政府学博士學位。
张千帆学成之后归国，1999年至2002年，在南京大学法学院出任教授。2003年，转入北京大学法学院担任教授，主攻宪法学、比较宪法、中国宪法、宪政原理等领域。
2012年12月，网络盛传的视频《辛亥革命与中国宪政》，张千帆痛陈专制社会对人格的戕害及中国国民的人格缺陷。
2019年2月，其主編的已于中国高校使用15年之久的教材《宪法学導論》遭下架，有傳言稱與其遭檢舉“鼓吹西方制度”有關。此后，张千帆被禁止出境。

## 社会活动
张千帆在媒体经常对“教育公平”和“宪政民主”表达自己的观点和看法。
2012年12月25日，张千帆在其腾讯博客发表《改革共识倡议书》，得到谌洪果、何兵、贺卫方、许纪霖、鄢烈山、章诒和等人的联署签名。随后他的新浪微博被封号。
2013年12月12日，张千帆代表参与教育平权活动的志愿者发表《教育公平志愿者联合声明》，声援因倡导教育平权和新公民运动被捕待审的许志永博士。
2020年2月11日，张千帆發表《防治病毒，中国需要宪政民主》，写到李文亮不幸病逝，網路上哀悼、譴責之聲一浪高過一浪，並以孙志刚事件舉例，呼籲進一步言論自由、政治改革來解決問題；他认为不同的国家、不同的制度化解和应对危机能力不同，病毒折射了中国日常社会治理中的危机；只要制度不除，那么这样或那样的危机依旧会源源不断发生；我们不仅要反思自己国家制度存在的问题，更要推行变革之道。

## 作品
- . 北京市: 中国民主法制出版社. 2012: 251. ISBN 9787516200124.
- . 北京市: 中国民主法制出版社有限公司. 2012: 368. ISBN 9787802199651.
- . 北京市: 法律出版社. 2011: 397. ISBN 9787511823557.
- . 北京市: 法律出版社. 2008: 663. ISBN 9787503687587.
- . 北京市: 法律出版社. 2011: 459. ISBN 9787511826237.
- . 北京市: 法律出版社. 2011: 559. ISBN 9787511817570.
- . 北京市: 中国民主法制出版社有限公司. 2011: 325. ISBN 9787802199378.
- . 北京市: 北京大学出版社. 2011: 586. ISBN 9787301165669.
- . 北京市: 中国民主法制出版社有限公司. 2011: 300. ISBN 9787802198753.
- . 北京市: 中国法制出版社. 2007: 344. ISBN 9787802266827.
- . 北京市: 中国政法大学出版社. 2004: 728. ISBN 9787562018681.
- . 北京市: 中国政法大学出版社. 2005: 790. ISBN 9787562019411.